# Primarias presidenciales de Chile Vamos de 2021
Las primarias presidenciales de Chile Vamos de 2021 fueron el método de elección del candidato presidencial de Chile de los partidos Unión Demócrata Independiente, Renovación Nacional, Evolución Política y Partido Regionalista Independiente Demócrata, además de los independientes de centroderecha y de derecha, agrupados en el pacto "Chile Vamos", para la elección de 2021.
Estas fueron las terceras primarias realizadas por la alianza de centroderecha y derecha (anteriormente denominada Alianza) bajo la ley de primarias, aprobada durante 2012, que regula su ejercicio. Los participantes fueron, según el orden en que aparecieron en la papeleta: Joaquín Lavín, Ignacio Briones, Sebastián Sichel y Mario Desbordes.
La elección, realizada el 18 de julio de 2021 en conjunto con la primaria de Apruebo Dignidad, determinó a Sebastián Sichel como candidato presidencial de Chile Vamos, al obtener el 49,1% de los votos y superar a las candidaturas de Joaquín Lavín, Ignacio Briones y Mario Desbordes.

## Contexto
El 11 de marzo de 2018 asumió Sebastián Piñera como Presidente de la República. Entre marzo de 2018 y octubre de 2019, el gobierno de Piñera se caracterizó por dificultades en la implementación de una modernización del Estado, un aumento de medidas jurídicas al interior de políticas educacionales y el aumento de tensiones en la región de la Araucanía debido al asesinato de Camilo Catrillanca en noviembre de 2018. No obstante, a pesar de aquello, diferentes encuestas mostraban una nivel de respaldo considerable hacia los candidatos de la coalición Chile Vamos.
La situación cambió a partir de octubre de 2019 debido al estallido social, lo que derivó en un cambio de prioridades por parte del gobierno. Las presuntas violaciones a derechos humanos dentro del estallido social y la convocatoria a un plebiscito constitucional en octubre de 2020 disminuyó a niveles históricos la aprobación del gobierno. Sumado a lo anterior, el rol jugado por Sebastián Sichel (en el Ministerio de Desarrollo Social) e Ignacio Briones (en el Ministerio de Hacienda) como ministros del gobierno de Piñera, fueron cuestionados por la oposición debido a las medidas económicas durante la pandemia de COVID-19.
Diversos expertos electorales pronosticaban una debacle electoral de la derecha a raíz de la administración de Piñera. La situación se esperaba que fuera en las elecciones municipales y de convencionales constituyentes de mayo de 2021. En dicha elección, la derecha se desplomó a niveles electorales no vistos en elecciones territoriales. En cuanto a elecciones de alcaldes, la votación pasó del 38,45% en 2016 a 26,01% en 2021; y en cuanto a las elecciones de concejales municipales, Chile Vamos pasó del 39,49% en 2016 a 30,02% en 2021. A eso se sumó el mal resultado electoral en la Convención Constitucional, donde con el 20,56% de los votos solo escogieron 37 de 155 convencionales constituyentes.

## Candidatos

### Candidaturas declinadas
A partir del segundo semestre de 2018, se buscaron un conjunto de candidatos para reemplazar a Sebastián Piñera. Entre septiembre de 2018 y mayo de 2021, existieron diferentes candidaturas que fueron frustradas por diversos motivos.

#### Unión Demócrata Independiente
1. Evelyn Matthei. Anunció el 27 de enero que competiría por la nominación a la presidencia; sin embargo, se manifestó contraria a la idea de que el partido eligiera un candidato único para la primaria de la coalición, indicando que prefería que tanto ella como Lavín llegaran a dicha instancia.[9] No obstante, luego de la elección municipal en que fue reelegida como alcaldesa, Matthei declaró formalmente que no participaría de la primaria, puesto que en caso de renunciar para ser candidata, el concejo municipal (que tenía desde esa elección una mayoría opositora) elegiría su reemplazo.[10] (UDI)
2. Cathy Barriga: Tras ganar las elecciones municipales de Maipú en 2016, quedó como una de las revelaciones electorales de la centro-derecha. A raíz de ello, la presidenta de la UDI, Jacqueline van Rysselberghe, la propuso como candidata presidencial, a la cual declinó posteriormente en favor de su suegro, Joaquín Lavín.[11][12]
3. Alfredo Moreno: Debido a su labor en el Ministerio de Relaciones Exteriores entre 2010 y 2014 y su gestión en el Ministerio de Desarrollo Social entre 2018 y 2019, un conjunto de diputados del partido lo propusieron como carta presidencial. A pesar de ello, siguió desarrollando sus labores ministeriales bajo la administración de Piñera.[13]

#### Renovación Nacional
1. Andrés Allamand. Tras su fallida precandidatura presidencial de 2013, alcanzó un cupo senatorial en las elecciones parlamentarias de 2013 como senador por la Región Metropolitana. Debido a diversas peticiones del ala tradicional de RN, fue impulsado como candidato del partido a la primaria. Sin embargo, fue nombrado en julio de 2020 como Ministro de Relaciones Exteriores, declinando a su aspiración presidencial.[14][15]
2. Manuel José Ossandón. Tras perder las primarias del sector en 2017, alcanzó un cupo senatorial en las elecciones parlamentarias de 2017 como senador por la Región Metropolitana. A mediados de 2020, fue acusado en una serie de causas jurídicas que inhabilitaron sus fueros parlamentarios. Debido a lo anterior, declinó comcurrir a la primaria para resolver dichos temas judiciales pendientes.[16]
3. Francisco Chahuán. Proclamó su intención de ir a la primaria electoral del sector, pero declinó en favor de Mario Desbordes y buscó presidir el partido en junio de 2021.[17]

#### Evolución Política
1. Felipe Kast. Su partido, Evópoli, inicialmente evaluó la candidatura a la presidencia del senador, quien ya había sido el precandidato del partido en 2017. En enero de 2021, sin embargo, Kast anunció que no participaría e indicó que un posible candidato podía ser Briones.[18]

### Candidaturas oficiales
Se incluyen las candidaturas que han sido oficializadas y proclamadas por algún partido de Chile Vamos o independientes que han reunido las firmas necesarias para presentar una candidatura independiente dentro del pacto. Están presentados en el orden en que aparecerán en la papeleta:
| Candidato        | Descripción | Apoyo partidario | Eslogan               |
| ---------------- | --- | ---------------- | --------------------- |
| Joaquín Lavín    | Candidato presidencial de la Unión Demócrata Independiente (UDI) en dos oportunidades: 1999 y 2005, pasando a la segunda vuelta en la primera oportunidad. En su carrera política destacó como alcalde de Las Condes en tres períodos (1992-1999, 2016-2021) y alcalde de Santiago (2000-2004). Además, fue ministro de Educación y ministro de Desarrollo Social durante el primer gobierno de Sebastián Piñera. Tras zanjar la disputa interna del partido con su compañera, Evelyn Matthei, Lavín quedó como único candidato de la UDI, siendo proclamado por su Consejo General el 17 de mayo de 2021.       | UDI              | Unidos ganamos        |
| Ignacio Briones  | Ingeniero comercial y economista. Se desempeñó, hasta el 28 de octubre de 2019, como decano de la Escuela de Gobierno de la Universidad Adolfo Ibáñez y como miembro del directorio de Codelco. Pero renunció a ambos cargos para poder ejercer como ministro de Hacienda durante el segundo gobierno del presidente Sebastián Piñera, desde el 28 de octubre de 2019 hasta el 26 de enero de 2021. Fue proclamado como candidato presidencial el 30 de enero del 2021, luego de su renuncia al Ministerio de Hacienda.                                                                                          | EVO              | Un nuevo comienzo     |
| Sebastián Sichel | Abogado, militó previamente en el Partido Demócrata Cristiano (hasta 2015) y Ciudadanos (2015 a 2017), siendo candidato a diputado por el PDC en 2010. Como independiente, participó en el segundo gobierno de Sebastián Piñera, primero como vicepresidente ejecutivo de Corfo, ministro de Desarrollo Social —cargo bajo el cual estuvo a cargo de la distribución de ayuda a la ciudadanía durante los primeros meses de la pandemia de COVID-19— y presidente del Banco del Estado. Fue respaldado por las dirigencias de los partidos de Chile Vamos para integrarse de manera independiente a la primaria. | Independiente    | Se puede              |
| Mario Desbordes  | Carabinero entre 1988 y 1994. Luego de abandonar la institución y titularse de abogado, participó activamente en el partido Renovación Nacional. Fue electo diputado por el distrito 8 —sector norponiente de Santiago— en 2018 y presidente del partido ese año. Fue nombrado en julio del 2020, cargo en el que renunció en diciembre del 2021 para asumir el cargo de candidato presidencial, tras la nominación del Partido Regionalista Independiente, y posteriormente, de Renovación Nacional. | PRI y RN.        | El Chile que queremos |

## Debates
A continuación, se presentan los diversos debates organizados para la primaria:
| Fecha y cadena                                           | Lugar         | Moderador/es                                                         | CL Presente S Sustituto/a A Ausente NI No invitado | CL Presente S Sustituto/a A Ausente NI No invitado | CL Presente S Sustituto/a A Ausente NI No invitado | CL Presente S Sustituto/a A Ausente NI No invitado |
| Fecha y cadena                                           | Lugar         | Moderador/es                                                         | UDI                                                |                                                    |                                                    |                                                    |
| -------------------------------------------------------- | ------------- | -------------------------------------------------------------------- | -------------------------------------------------- | -------------------------------------------------- | -------------------------------------------------- | -------------------------------------------------- |
| Fecha y cadena                                           | Lugar         | Moderador/es                                                         |                                                    |                                                    |                                                    |                                                    |
| CNN Chile-Chilevisión 21 de junio de 2021                | Metropolitana | Daniel Matamala Montserrat Álvarez Macarena Pizarro Mónica Rincón    | P Lavín                                            | P Briones                                          | P Sichel                                           | P Desbordes                                        |
| ADN-Concierto-Imagina-Futuro 5 de julio de 2021 (Radial) | Metropolitana | Andrea Moletto Mauricio Hofmann Constanza Santa María                | P Lavín                                            | P Briones                                          | P Sichel                                           | P Desbordes                                        |
| La Red 6 de julio de 2021                                | Metropolitana | Mónica González Santiago Pavlovic Alejandra Matus                    | A                                                  | P Briones                                          | A                                                  | P Desbordes                                        |
| Anatel 12 de julio de 2021                               | Metropolitana | Daniel Matamala Soledad Onetto Constanza Santa María Iván Valenzuela | P Lavín                                            | P Briones                                          | P Sichel                                           | P Desbordes                                        |

## Resultados
Para las primarias presidenciales organizadas por el Servicio Electoral de Chile (Servel) estaban habilitados para votar 14 693 433 ciudadanos, de los cuales 14 627 497 estaban habilitados dentro de Chile y 65 936 en el exterior. Se habilitaron 2202 locales de votación: de ellos, 2091 estaban repartidos en el territorio nacional y 111 en el extranjero.
|  | 31,30 % |

|  | 13,59 % |

|  | 9,82 % |

|  | 4,26 % |

|  | 49,08 % |

|  | 21,31 % |

|  | 9,80 % |

|  | 4,25 % |